# Associació Egípcia de Futbol
L'Associació Egípcia de Futbol (EFA) (àrab: الإتحاد المصري لكرة القدم, al-Ittiḥād al-Miṣrī li-Kurat al-Qadam, ‘Unió Egípcia de Futbol’) és la institució que regeix el futbol a Egipte. Agrupa tots els clubs de futbol del país i es fa càrrec de l'organització de la Lliga egípcia de futbol i la Copa. També és titular de la Selecció de futbol d'Egipte absoluta i les de les altres categories. Té la seu al Caire.
Va ser formada el 3 de desembre de 1921.
- Afiliació a la FIFA: 1923
- Afiliació a la CAF: 1957